# Femio

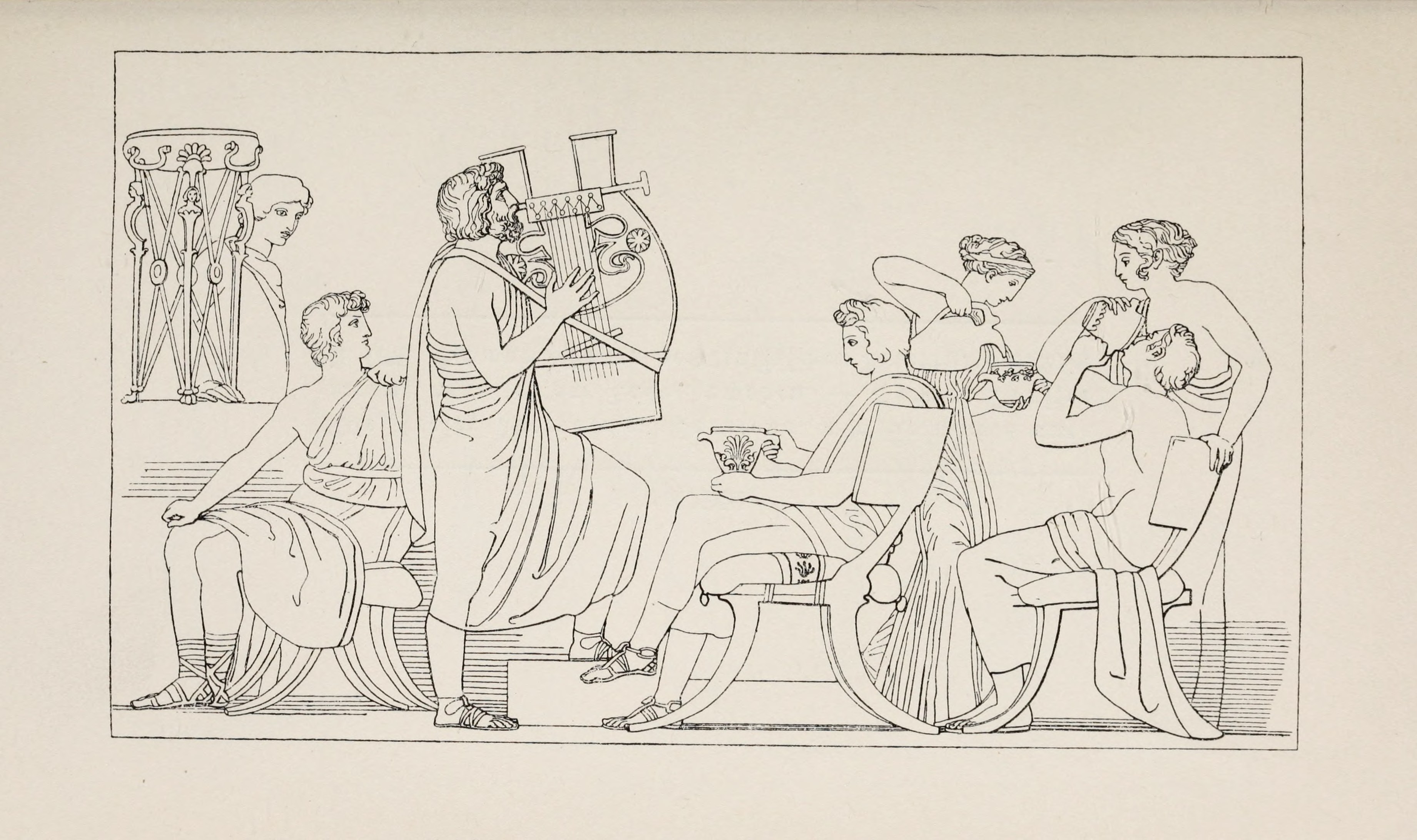
Femios canta a los pretendientes. – Homero, Odisea I. 325.

En la Odisea, Femio (en griego antiguo, Φήμιος: Phēmios) es un aedo de Ítaca que interpreta canciones en casa del ausente Odiseo. Su audiencia se compone mayoritariamente de los pretendientes que habitan en la casa mientras intentan persuadir a Penélope de que se case con uno de ellos. 
En el Canto I de la Odisea, Femio interpreta a petición de ellos una versión del tema El Regreso de Troya (un tema que realmente existió como un poema escrito, probablemente en una fecha ligeramente posterior). Penélope escucha la interpretación. La historia le angustia ya que le recuerda que su propio marido no ha regresado aún y sale de su habitación para pedirle a Femio que escoja un tema menos doloroso. La propuesta es duramente rechazada por su hijo Telémaco, quien defiende el derecho de los pretendientes de elegir. 
Homero nos dice que Femio interpreta para los pretendientes de mal grado y ruega, con éxito, que se le evite la muerte que Odiseo planea para los pretendientes. Hacia el final de la historia, Odiseo ordena a Femio que toque canciones de boda para ocultar a los viandantes los gritos de muerte de los pretendientes.